# ساشا بولاك
ساشا بولاك (بالهولندية: Sacha Polak)‏ هي كاتبة سيناريو ومخرجة هولندية، ولدت في يوليو 1982 في أمستردام في هولندا.

## وصلات خارجية
- ساشا بولاك على موقع IMDb (الإنجليزية)
- ساشا بولاك على موقع روتن توميتوز (الإنجليزية)
- ساشا بولاك على موقع ألو سيني (الفرنسية)
- ساشا بولاك على موقع أول موفي (الإنجليزية)
- ساشا بولاك على موقع قاعدة بيانات الفيلم (الإنجليزية)
- ساشا بولاك على موقع كينوبويسك (الروسية)